# NOVA
株式会社NOVA（ノヴァ、英: NOVA Co., Ltd.）は、愛知県名古屋市中区に本社を置き、日本各地で外国語教室（英会話教室など）を運営する企業。全国に280教室を展開している（2014年8月末日現在）。
株式会社による運営で、学校教育法で定める学校ではない。ブランド・スローガンは『やっぱり、NOVA 駅前留学。』

## 運営会社
2007年10月まで株式会社ノヴァによって運営されていたが、同社の経営破たんで株式会社ジー・コミュニケーション傘下の株式会社ジー・エデュケーションへ事業譲渡され、「ジーコムNOVA」のブランドが用いられていた。2010年10月、ジー・コミュニケーションが保有株式の2/3を売却し、筆頭株主が同社創業者である稲吉正樹が代表を務めるいなよしキャピタルパートナーズ株式会社へ変更され、「ジーコムNOVA」から再び「NOVA」のブランド名に戻された。2011年、株式会社ジー・エデュケーションが自分未来ホールディングス株式会社に社名を変更、親会社であったいなよしキャピタルパートナーズ株式会社と合併し、現在はNOVAホールディングス株式会社に社名変更。運営は2013年12月に株式会社NOVAへ移管され、2018年5月には一部の教室の運営が新たに設立された株式会社NOVA東日本と株式会社NOVA西日本へ移管された。
かつての運営会社について、詳しくは「ノヴァ (外国語教室)」を参照のこと。

### 特徴
教室の多くが駅前にあることから、「駅前留学」というキャッチコピーを用いている。英語以外にもフランス語・ドイツ語・スペイン語・イタリア語・中国語・韓国語・ポルトガル語の8言語と、日本在住の外国人に向けた日本語、計9言語のレッスンを提供している。教室だけでなく、自宅でテレビ電話（ギンガネット端末）を使いながら勉強出来るシステム（「お茶の間留学」）や、子供英会話「NOVA KIDS」もある。全てのレッスンを母語話者の講師が担当することを特徴としている。現在は全国どこのNOVAでもレッスンを受けることができるどこでも留学のキャッチコピーも浸透しており、その利便性の良さも特徴の一つとしてしばしば登場している。

### CMで知名度上昇
1990年代初頭、農婆と称するほがらかなお婆さん（林キセ子）が、さまざまなシーンで「No problem. I am NOVA」と言い放つCMと、「駅前留学」というキャッチコピーで一躍脚光を浴び、企業の知名度を上げたことで知られる。また当時、外国人を講師に起用したり、最大3人（当時）までの少人数レッスン、前払いながら大量チケット購入による低料金も業界では珍しく、英会話業界の風雲児的存在となり業界TOPに躍り出た。
1990年代中盤には、鈴木さんと呼ばれるサラリーマン（山崎一）が様々なシーンで相手が見知らぬ日本人であるにもかかわらず、片言の英語を朗らかに堂々と使用したり、「七つの子」を口ずさみながら退勤する場面で会社を出ると同時に歌詞が英訳に変わるCMが話題となった。この他講師たちが片言の掛け声とともに過酷なトレーニングを積むCMも話題となる。
2000年代になると、後述のNOVAうさぎがイメージキャラクターとなり、2003年CM好感度2位となるなど躍進した。

## 沿革

### 初代運営会社時代
- 1981年8月 - 有限会社ノヴァ企画を設立。
- 1981年9月 - 心斎橋に初出店。
- 1986年1月 - 東京進出開始。以後、関東・近畿一円に拠店展開してゆく。
- 1990年8月 - 株式会社ノヴァを設立。
- 1992年4月 - こども英会話をスタート。
- 1999年3月 - こども英会話のNOVA KIDSを開始。全国展開へ。
- 2001年9月 - 「お茶の間留学」の24時間サービス開始。
- 2002年9月 - NOVAうさぎがCMを開始。以後、NOVAのイメージキャラクターとして人気を集める。
- 2007年11月 - 株式会社ノヴァ経営破綻。株式会社ジー・エデュケーションへ事業譲渡。

### 2代目運営会社時代
- 2007年11月 - ジー・コミュニケーション傘下の株式会社ジー･エデュケーションが事業譲受をして事業継続。
- 2010年10月 - 株式会社ジー・エデュケーションの持株会社がジー・コミュニケーションから、いなよしキャピタルパートナーズ株式会社へ変更となる。
- 2013年9月 - 旧いなよしキャピタルパートナーズ株式会社はNOVAホールディングス株式会社と社名変更する。
- 2013年12月 - NOVAホールディングス株式会社から分社化し、株式会社NOVAを設立。
- 2018年5月 - 一部教室の運営を、NOVAホールディングス株式会社が新たに設立した株式会社NOVA東日本と株式会社NOVA西日本へ移管。
- 2020年7月 - 株式会社NOVAの本社を東京都品川区から名古屋市中区へ、株式会社NOVA西日本の本社を東京都品川区から広島市西区へそれぞれ移転。

## レッスン内容
NOVAホールディングス株式会社（旧株式会社ジー・エデュケーション）運営以降、「月謝制」を主としている。
自分自身でレッスンを予約してレッスンを受ける「予約制」と、決まった曜日・時間で受ける「固定制」のコースがある。
予約制は「月謝制」と「一括前払い制」があり、レッスンポイントを使ってレッスンを予約する。月謝制はグループ週1回～週3回（4～12ポイント）とマンツーマン週1回～週3回（12～36ポイント）、一括前払い制は50～500ポイントから選択できる。レッスンはグループレッスン（1レッスン1ポイント）とマンツーマンレッスン（1レッスン3ポイント）を希望によって選択できる。グループレッスンは少人数制で、2013年4月より最大5名までから4名までに変更された。 
2011年6月には、新しく月会費・テキストレンタル代・消費税が含まれた「1万円ポッキリ留学」、「2万円マンツーマン留学」がスタートした。これは月謝制、曜日・時間固定制コースとなっている。
2013年4月よりメインテキストが初代NOVAから使用していた「Diplomat」より変更。これに伴い、レベルもレベル5～9の5段階に変更された。「Diplomat」ではターゲットを場面別に設定していたが、新テキストでは日本語の解説を交えながら、習得するターゲットや文法のテーマをより明確にしている。各レベルのユニット数も200ユニットに増加された。

### VOICE
授業とは別に「VOICE（ヴォイス）」というルームがある。様々なレベルの生徒が講師陣と話をする場となる。授業とは別なため、この「VOICE」に参加する人は初代NOVA時代は別途VOICEチケットを購入する必要があったが、現在は1レッスン分（グループ）のポイントの消費で、1日中その教室のオープン時間中は時間無制限で参加でき出入りも自由、全国どこの教室のVOICEにでも参加が可能である。
中には、初心者向け「VOICE」（Club7）や、人事異動・退職等でその教室を去る講師の送別会も兼ねた「○○'s BYE BYE VOICE」なるものを開催したり、フランス語、ドイツ語、中国語のVOICEを開講している所もある。さらに、月替わりでのイベントVOICEを実施しているところもある。イベントVOICEの日程・開催場所等はホームページから確認することができる。レベルを上げるためにVOICEに参加する人も少なくない。

### NOVA ジュニア
3歳から小学生の子供向けレッスン。通年で曜日時間固定制。週に1〜2回まで受講回数を選ぶことができる。大人・子供両方開講している校舎もあるが、中にはNOVAジュニアのレッスンがない校舎、NOVAジュニアのみの校舎も存在する。各クラスに人数制限（生徒8人まで）があり、年齢とレベル別でクラス編成されている。3歳から中学生にあがるまで、NOVAジュニアに通うことが可能。3ヶ月に1回「レベルアップコンテスト」を開催しており、これに合格すると1つ上のクラスに上がることができる。

### お茶の間留学
テレビ電話システム『ギンガネット電話』を使用し、自宅で24時間レッスンが可能。テレビ電話は家庭のみならず、NOVAの各教室にも置いてあり、英語以外の語学を受講する人や、弱点強化レッスンなどを受講している人が利用している。ただし、教室で使用するにはマルチメディア施設利用料が必要となる（入学時のレベルチェックテストや、講師が急病でレッスンをテレビ電話で行うことになったときなど、一部は無料）。

### 海外留学・海外語学研修
初代NOVA時代は春・GW・夏・冬に、NOVAと提携している大学の語学学校の授業を短期留学の名目で斡旋を『NOVA ACADEMY』が行っていた。現在はハワイ・ケアンズ・バリに新たにNOVAの海外校を開校。短期留学プログラムをスタートさせている。

### 英語以外の言語
独語・仏語・伊語・西語・中国語・韓国語（2010年4月～開始）・ポルトガル語（2011年8月～開始）のレッスンが、英語と同じポイントで受講可能である。独語・仏語・中国語・韓国語は一部校舎で対面レッスンを実施している、他の言語はギンガネット電話と呼ばれるテレビ電話を使った授業（MMレッスン）を各校舎で受講するか、自宅（お茶の間）での受講となる。MMレッスンを受講するには校舎で受講する場合MM施設利用料（500円／1回）、自宅（お茶の間留学）の場合ギンガネット利用料（350円／1回・上限2,100円／月）がかかる。

## イメージキャラクター
NOVAうさぎ
外国語をいっぱい聞けるウサギの耳と、外国語をいっぱい喋れる鳥のクチバシを持ち、胸に「N」の字が入った円が付いているピンク色をした謎の動物。「うさぎ」の名を持つが、「ウサギでも鳥でもない」とされている。2002年9月、CMで初登場して以来、人気を博している。ピーマンが苦手。
関西宇宙人

## テレビCM
現在の出演者
- 武田玲奈（2018年1月1日 - ）

過去の出演者
- 林キセ子 - 1992〜1994年、NOVAと『農婆』を引っ掛けた形のCMに登場。「初代NOVAおばさん」。ほかに二代目も存在した。
- 山崎一 - 1995〜1996年ごろ、『鈴木』役で出演。「NOVAの鈴木さん」。
- 松鶴家千とせ - 「兄貴は男前で妹は駅前だった」という過去の自分の持ちネタ風や、わらべうた「ほたるこい」の替え歌等、声のみで登場した。
- 中村敦夫 - 1997年、ナレーション出演。前記の林キセ子が「敦夫さんの意見もきいとくれ」というフレーズもあった。
- せいじろう - 2005年、キクちゃんとシャベールシリーズ キクちゃん役。
- 古舘寛治 - 2007年、NOVA友上司（長田タケシ 通称・タケちゃん）役。青年団 (劇団)。
- 山本雅幸 - 2007年、NOVA友部下（山下ノボル 通称・ヤマちゃん）役。青年団。
- 水原希子 - 2017年。